# Cliona utricularis
Cliona utricularis är en svampdjursart som beskrevs av Calcinai,Bavestrello och Cerrano 2005. Cliona utricularis ingår i släktet Cliona och familjen borrsvampar.
Artens utbredningsområde är havet kring Indonesien. Inga underarter finns listade i Catalogue of Life.